# Karl Landsteiner
Karl Landsteiner (Baden kraj Beča, 14. lipnja 1868. – New York, 26. lipnja 1943.), austrijski biolog i liječnik.
Poznat je po razvoju modernog sustava klasifikacije krvnih grupa prema prepoznavanju prisutnosti aglutinina u krvi i 1930. godine je primio Nobelovu nagradu za svoj rad.
Alexander S. Wiener i Landsteiner indentificirali su Rh faktor 1937. godine. Karl Landsteiner dobio je nagradu Lasker postumno 1946. godine.

## Životopis
Rođen je u Beču. Otac mu je bio Leopold Landsteiner, novinar i novinski urednik, koji je usto bio i doktor prava, a majka Fanny Hess. Otac je preminuo kada je Karlu bilo svega šest godina. Diplomirao je medicinu 1891. g. na Sveučilištu u Beču. Također je odlično poznavao kemiju (predavao mu je Hermann Emil Fischer).
Surađivao je s poznatim hrvatskim oftalmologom Albertom Botterijem, s kojim je 1906. objavio znanstveni rad.
1908. g. postao je profesor patologije na Sveučilištu u Beču. 1916.g. Oženio je Helen Wlasto, i s njome imao jednog sina.
Nakon početka Prvog svjetskog rata pobjegao je u Nizozemsku. 
1922.g. pridružio se Rockefeller Institutu za medicinska istraživanja u New Yorku, gdje je ostao do kraja života i nakon umirovljenja (1939.g.). Postao je državljanin SADa. Preminuo je od srčanog udara dok je radio u svom laboratoriju.

## Vanjske poveznice
- Životopis u Nobelovom e-Muzeju  Arhivirana inačica izvorne stranice od 14. prosinca 2001. (Wayback Machine)
- 1946. Lasker nagrada za kliničku medicinu  Arhivirana inačica izvorne stranice od 11. ožujka 2007. (Wayback Machine)